# Campeonato Europeo de Patinaje Artístico sobre Hielo de 1996
El LXXXVII Campeonato Europeo de Patinaje Artístico sobre Hielo se realizó en Sofía (Bulgaria) del 23 al 27 de enero de 1996. Fue organizado por la Unión Internacional de Patinaje sobre Hielo (ISU) y la Federación Búlgara de Patinaje sobre Hielo.
Participaron en total 144 patinadores de 32 países europeos.

## Resultados

### Masculino
| Puesto | Nombre                 | País    | Puntos |
| ------ | ---------------------- | ------- | ------ |
| Oro    | Viacheslav Zagorodniuk | Ucrania |        |
| Plata  | Igor Pashkevich        | Rusia   |        |
| Bronce | Iliá Kulik             | Rusia   |        |

### Femenino
| Puesto | Nombre            | País    | Puntos |
| ------ | ----------------- | ------- | ------ |
| Oro    | Irina Slútskaya   | Rusia   |        |
| Plata  | Surya Bonaly      | Francia |        |
| Bronce | Mariya Butýrskaya | Rusia   |        |

### Parejas
| Puesto | Nombre                            | País     | Puntos |
| ------ | --------------------------------- | -------- | ------ |
| Oro    | Oksana Kazakova / Artur Dimitriev | Rusia    |        |
| Plata  | Mandy Wötzel / Ingo Steuer        | Alemania |        |
| Bronce | Sarah Abitbol / Stéphane Bernadis | Francia  |        |

### Danza en hielo
| Puesto | Nombre                               | País    | Puntos |
| ------ | ------------------------------------ | ------- | ------ |
| Oro    | Oksana Grishchuk / Yevgueni Plátov   | Rusia   |        |
| Plata  | Anzhelika Krylova / Oleg Ovsiánnikov | Rusia   |        |
| Bronce | Irina Románova / Igor Yaroshenko     | Ucrania |        |

## Medallero
| Núm. | País     | Oro | Plata | Bronce | Total |
| ---- | -------- | --- | ----- | ------ | ----- |
| 1    | Rusia    | 3   | 2     | 2      | 7     |
| 2    | Ucrania  | 1   | 0     | 1      | 2     |
| 3    | Francia  | 0   | 1     | 1      | 2     |
| 4    | Alemania | 0   | 1     | 0      | 1     |
|      | TOTAL    | 4   | 4     | 4      | 12    |